# Ван Драанен, Вэнделин
Венделин Ван Драанен (6 января 1965) — американская писательница. Автор детской и юношеской художественной литературы.

## Биография
Венделин Ван Драанен родилась 6 января 1965, в Чикаго, штат Иллинойс, США. Живёт в Калифорнии со своим мужем Марком Персонсом и двумя сыновьями, Колтоном и Коннором. Дочь химиков, эмигрировавших в США из Голландии, прежде чем стать профессиональной писательницей она работала в средней школе учителем математики и информатики. Её книги показывают пример смелых главных героев и настоящий диалог класса. Самыми известными романами Ван Драанен являются серия о Сэмми Кейс, рассказывающая о детективе- подростке по имени Саманта(«Сэмми») Кейс. «Сэмми Кейс и Гостиничный Вор» в 1999 году, получили премию имени Эдгара Алана По «Best Juvenile Mystery». В 2004—2005 годах, Ван Драанен написала четыре серии книг для юных читателей, под названием «Shredderman» о пятикласснике, который считает, что тайная личность помогает ему выиграть сражение за правду и справедливость. Этим двум сериям удаётся быть очень смешными персонажами, показывая быстро меняющуюся интригу. Ван Драанен так же написала выдающийся подростковый роман «Flipped»(«Привет, Джулии!»)